# Supergirl - La ragazza d'acciaio
Supergirl - La ragazza d'acciaio (Supergirl) è un film del 1984 diretto da Jeannot Szwarc.
Basato sull'omonimo personaggio di DC Comics, è uno spin-off della serie di film su Superman con protagonista Christopher Reeve nei panni di Superman, ambientato tra gli eventi di Superman III (1983) e Superman IV (1987).

## Trama
La città di Argo è una sorta di frammento del pianeta Krypton dove i superstiti hanno instaurato una prosperosa e felice comunità. La vita su Argo è assicurata dall'energia di un potente manufatto chiamato Omegahedron. Quando l'oggetto viene smarrito da Zaltar e risucchiato nello spazio, Kara Zor-El decide di scendere sulla Terra alla sua ricerca.
Sulla Terra Kara acquisisce tutti i superpoteri del cugino Superman e diventa Supergirl, assumendo l'identità della collegiale Linda Lee e dividendo la stanza con la sorella di Lois Lane, Lucy. Sfortunatamente il potente Omegahedron è finito nelle mani della malvagia strega Selena che sogna di dominare il mondo.

## Produzione
Il film è incentrato sulla supereroina della DC Comics Supergirl, interpretata dall'attrice Helen Slater, al suo primo ruolo in un film. È uno spin-off del film del 1978 Superman, con Marc McClure che riprende il ruolo di Jimmy Olsen. In questo film sarebbe dovuto apparire anche Christopher Reeve, ma l'attore preferì rinunciare obbligando i produttori a cambiare completamente la sceneggiatura.
Sulla falsariga del primo Superman accanto al volto inedito della giovane protagonista, il cast annovera nei ruoli di contorno attori celebri come Peter O'Toole, Faye Dunaway, Brenda Vaccaro e Mia Farrow nei panni della madre di Supergirl, Alura. Al fianco di Supergirl c'è Ethan, interpretato da Hart Bochner.

## Accoglienza

### Incassi
Nonostante i consensi riscossi dalla Slater, il film fu un insuccesso al botteghino, realizzato con un budget di 35 milioni di dollari ne ha incassato solamente 14 milioni al botteghino risultando un flop.

### Critica
Faye Dunaway e Peter O'Toole furono candidati rispettivamente come peggior attrice e peggior attore ai Razzie Awards nell'edizione del 1984. Helen Slater fu candidata come miglior attrice agli Academy of Science Fiction, Fantasy & Horror Films.